# Catharinea haussknechtii
Catharinea haussknechtii là một loài rêu trong họ Polytrichaceae. Loài này được (Jur. & Milde) Broth. mô tả khoa học đầu tiên năm 1884.